# Jukka Tolonen

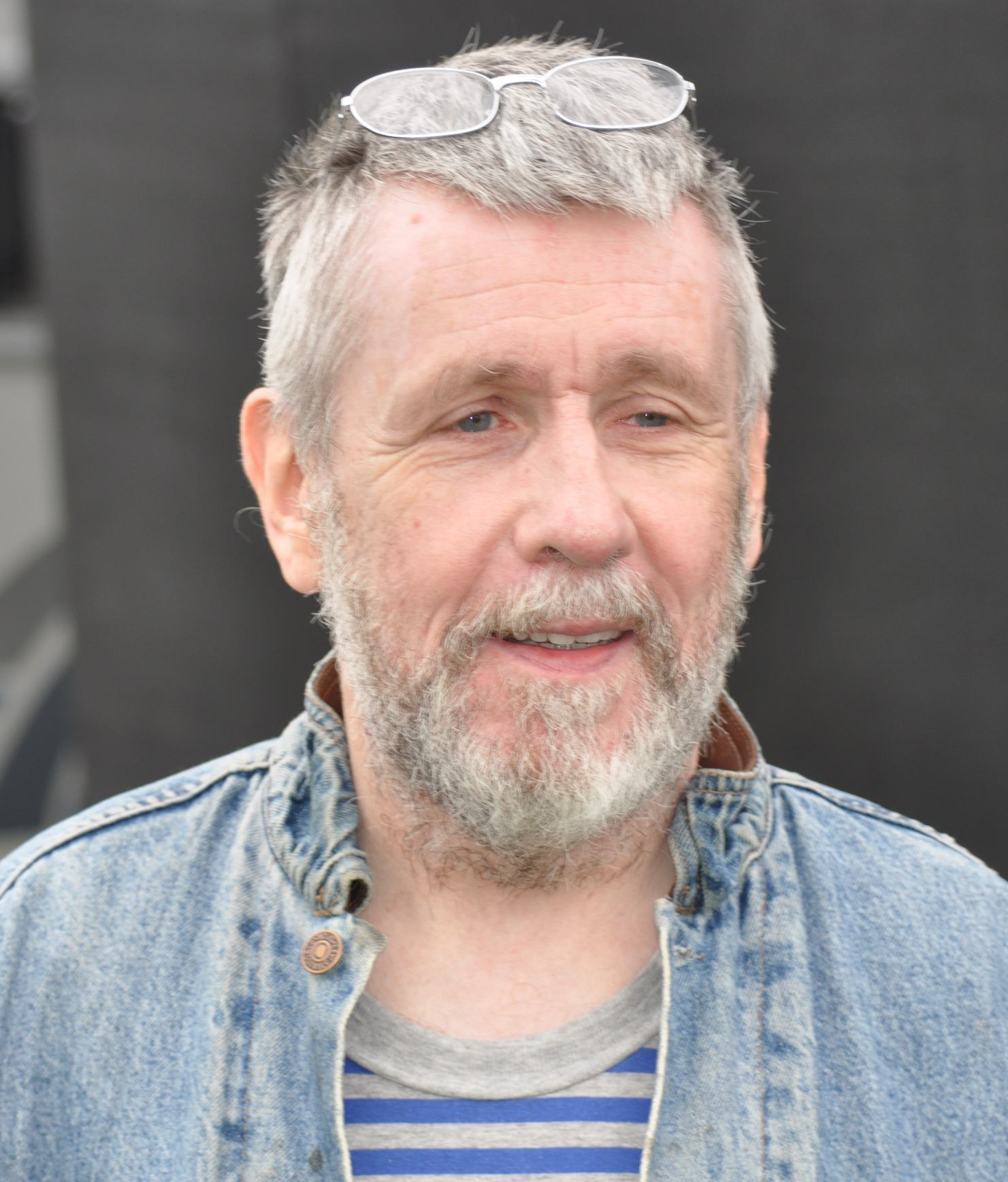
Jukka Tolonen (2012)

Jukka Jorma Tolonen, född 16 april 1952 i Helsingfors, är en finsk gitarrist. 1969 började han som 17-åring spela gitarr i det finska jazz-rockbandet Tasavallan Presidentti. Han anses vara en av förgrundsgestalterna för finsk progressiv rockmusik.
Han har också deltagit i en rad projekt och grupper som Guitarras Del Norte, Trio Tolonen, Jukka Tolonen Band (JTB) Oreo Moon (1983) och Cool Train (2004.) Flera svenska musiker har deltagit på hans skivor eller i samarbete bland annat Coste Apetrea, Bill Öhrström och Christer Eklund.
Tolonen dömdes i maj 2008 till fängelse i två år och tre månaders för grov misshandel och narkotikabrott. 
Efter frisläppandet 2010 meddelade han att han slutat spela gitarr på grund av handskada (artros) men spelar piano bland annat på pingstförsamlingens samkväm. Han säger sig vara troende, drogfri och planerar en skiva med psalmer.

## Diskografi
- Tasavallan Presidentti – Tasavallan Presidentti (1969)
- Wigwam – Tombstone Valentine (1970)
- Wigwam – Fairyport (1970)
- Pekka Streng & Tasavallan Presidentti – Magneettimiehen kuolema (1970)
- Jukka Tolonen – Tolonen! (1971)
- Tasavallan Presidentti – Tasavallan Presidentti (II) (1971)
- Tasavallan Presidentti – Lambertland (1972)
- Jukka Tolonen – Summer Games (1972)
- Jukka Tolonen – The Hook (1972)
- Nordic Jazz Quintet – Nordic Jazz Quintet (1972)
- Curt Jalmo - Ängel Med Krossade Höfter(1972 Swe)
- Tasavallan Presidentti – Milky Way Moses (1974)
- Jukka Tolonen – Hysterica (1974)
- Jukka Tolonen – Crossection (1974)
- Eero Koivistoinen – The Front is Breaking (1975)
- Charlie Mariano – Reflections (1975)
- Jukka Tolonen Band – A Passenger to Paramaribo (1975)
- Jukka Tolonen – Impressions (1975)
- Jukka Tolonen Band – Montreux Boogie Live (1977)
- Jukka Tolonen/Christian Sievert – After Three Days (1977)
- Jukka Tolonen – Mountain Stream 1978
- Jukka Tolonen – High Flyin (1979)
- Jukka Tolonen Band / JTB - JTB (1979)
- Jukka Tolonen Band / JTB – Just Those Boys (1979)
- JTB – Dums Have More Fun (1980)
- Jukka Tolonen/Coste Apetrea – Touch Wood (1980)
- Oreo Moon Walk – Don't Scream (1981)
- Jukka Tolonen – In a This Year Time (1981)
- Tolonen/Apetrea – Blue Rain (1982)
- Bill's Boogie Band – Live and Lively at Cafe Metropol Helsinki (1985)
- Jukka Tolonen – Radio Romance (1985)
- Tolonen/Christian Sievert – Still Friends (1986)
- Piirpauke – Zerenade (1987)
- Jukka Tolonen Classics – The Rarest (1989)
- Jukka Tolonen Trio – Last Mohican (1990)
- Tasavallan Presidentti – Classics (kokoelma) (1990)
- Jukka Tolonen Trio – Big Time (1994)
- Pedro's Heavy Gentlemen – Reggae (1996)
- Jukka Tolonen – On The Rocky Road - A Retrospective (1997)
- Tasavallan Presidentti – Still Struggling For Freedom (2001)
- Guitarras del Norte – Guitarras del Norte (2004)
- Cool Train — Tolonen Plays Coltrane (2004)
- Eddie Boyd in Finland – Mello’ Hello! (2005)
- Tasavallan Presidentti – Six Complete (2006)
- Jukka Tolonen - Juudan Leijona (2011)